# Comstock Lode
Comstock Lode est un important gisement d'argent aux États-Unis exploité au XIXe siècle.
Découvert au printemps 1859 dans le Nevada (alors Territoire de l’Utah), en pleine montagne entre 1800 et 2000 m d'altitude sur la pente Est du Mont Davidson dans le comté du Virginia Range, le Comstock Lode a été le plus important gisement d'argent de l'histoire des États-Unis. Sa découverte, rendue publique vers 1859, déclencha une « ruée vers l’argent » à peine 11 ans après la ruée vers l'or en Californie de 1848.
Au cours de son exploitation principale, dans les quinze années qui suivirent, le Comstock Lode révéla une exceptionnelle richesse en argent et en or. Certains filons découverts (Ophir Mine, Big Bonanza) mesuraient plusieurs dizaines de mètres d’épaisseur (à comparer aux quelques mètres des mines habituelles) sur des centaines de mètres de profondeur. Ces importants volumes récupérables suscitèrent une exploitation proprement industrielle du filon, le besoin de financements très importants et la constitution progressive de nombreuses compagnies minières par actions, cotées à la bourse de San Francisco.
De fabuleuses fortunes furent faites, et il en résulta l’émergence de plusieurs millionnaires : en 1877, à son pic d’activité, le gisement produisit pour plus de 270 millions de dollars d’aujourd’hui d’or et 400 millions d’argent. Le commerce des actions des différentes compagnies minières  exploitant le filon favorisa le développement de la Bourse de San Francisco. Les sommes investies étant énormes, de nombreux scandales de manipulation des cours eurent lieu.
Par ailleurs, la jeune Bank of California fit de fabuleux profits avec le Comstock Lode, en finançant les opérations minières et par le rachat de compagnies minières en faillite.
En 1880, le gisement avait produit 7 millions de tonnes de minerai d'or et d'argent, permettant à la ville minière de Virginia City, fondée sur place dans la foulée, d'atteindre une population de 30 000 habitants. Les mines, cotées à la Bourse de San Francisco étaient creusées jusqu'à une profondeur de 900 mètres. D'autres villes minières, parfois éphémères, comme Gold Hill et Silver City (Nevada), furent hâtivement construites dans les environs.
L’afflux soudain d’une grande quantité d’argent-métal bouleversa le marché américain et mondial. En conjonction avec la décision du gouvernement américain d’arrêter de frapper de la monnaie en argent entre 1873 et 1878, et la découverte d’autres mines d’argent aux États-Unis, la valeur de l’argent-métal se retrouva en 1893 diminuée de moitié par rapport à l’or.
L’exploitation du Comstock Lode culmina en 1877, avant de décliner lentement jusqu’à un relatif arrêt dans les années 1920 avec l’ennoiement de la plupart des galeries. Depuis, des remises en exploitation sporadiques ont été menées, et elle est encore faiblement exploitée aujourd’hui.

## Découverte du gisement d'argent
C’est d’abord de l’or qui fut découvert dans la région du Comstock Lode.  Au printemps 1850, des émigrants mormons faisant partie du Bataillon Mormon, arrivèrent beaucoup trop tôt dans la saison pour franchir les montagnes. Ils campèrent sur la rivière Carson, dans le voisinage de Dayton, afin d’attendre la fonte des neiges. Ils trouvèrent de l’or dans les graviers du Gold Canyon en travaillant à la battée, mais ne restèrent pas, passant les montagnes dès que cela fut possible, espérant ramasser plus d’or en atteignant la Californie. 
D’autres émigrants arrivèrent, campèrent dans le canyon et commencèrent à exploiter le lieu. Mais quand l’eau du canyon s’arrêta de couler à la fin de l’été, ils poursuivirent aussi leur chemin à travers les montagnes vers la Californie.
Le camp n’eut pas de population permanente avant l’hiver-printemps 1852-53. À ce moment, 200 hommes prospectaient les graviers du Gold Canyon avec battées, long toms et sluices. L’or du Gold Canyon provenait de veines de quartz situées au début du filon à proximité de la zone où sont aujourd’hui situés les villages de Silver City et Gold Hill.
En remontant la rivière, les mineurs fondèrent la ville de Johntown, sur un plateau. En 1857, des mineurs de Johntown trouvèrent de l’or dans Six-miles Canyon, au Nord de Gold Canyon. Ces deux canyons sont situés au-dessus de ce qui est maintenant connu comme le Comstock Lode. À la recherche d’or et non pas de minerais d’argent, les premiers prospecteurs de la zone ne pensèrent pas à remonter jusqu’au début des canyons pour inspecter les veines de quartz, se contentant d’exploiter l’or déjà libéré, dans les dépôts de surface de graviers et de terre. En dépit de ces premières installations et exploitations - pour l’or - le Comstock Lode - gisement d’argent - restait encore à découvrir. 
La paternité finale de la découverte de l’argent du Comstock Lode reste disputée  : découvertes et redécouvertes se sont succédé, entre trois ou quatre groupes de mineurs ayant parfois découvert simplement des zones différentes des branches du même gisement.
C’est vraisemblablement Ethan Allen Grosh et Hosea Balou Gorsh qui auraient découvert en premier lieu, en 1857, la présence de minerai d’argent. Ces fils d’un pasteur de Pennsylvanie, mais vétérans de la ruée vers l'or en Californie et surtout minéralogistes avertis, découvrent une veine contenant à la fois de l’or et un minerai bleu métallique qu’ils comprennent être d’argent. Mais Hosea se blesse au pied et meurt de septicémie la même année. Allen accompagné d’un associé, Richard Bucke, part lever des fonds en Californie, emportant des échantillons et la carte de son claim. Allen met alors Henry Comstock, un homme simple, à la garde de leur cabine et de leur matériel ainsi que d’un coffre fermé contenant d’autres échantillons de minerais d’or et d’argent et des documents de leur découverte. C’est cet homme simple, Henry Comstock, qui va laisser son nom au filon.
Allen et son associé n’arrivèrent jamais en Californie, se perdant et sont victimes de gelures dans leur traversée de la sierra Nevada. Un chirurgien les ampute pour les sauver, mais sans succès pour Allen Gorsh qui meurt le 19 décembre 1857. Richard Burcke lui survit mais retourne directement dans son Canada natal, une fois remis sur pied.
Apprenant leur destin, et comprenant qu’aucun des deux hommes ne reviendra, Henry Comstock réclame pour lui maison et terrains. Mais il est incapable de déchiffrer et de tirer parti des documents extraits du coffre qu’il a ouvert. Il sait juste que les minerais d’or et d’argent des frères Gorsh proviennent de la même veine, qu’elle n’a pas apparemment encore été trouvée, et surveille donc les trouvailles des autres mineurs. Apprenant qu’un nouveau minerai bleu vient d’être trouvé à Gold Hill, il se fait attribuer une zone encore libre immédiatement adjacente.
Cette trouvaille a Gold Hill - que l’on pense être la redécouverte de la mine des frères Gorsh - fut faite par 4 mineurs, Finney, Bishop, Henderson et Yount.
Mais le gros du gisement reste encore à découvrir. Au printemps 1859, deux mineurs, Peter O’Riley et Patrick Mac Laughlin, à la recherche de zones de prospection encore libres, remontèrent vers le haut du canyon et commencèrent à travailler le long d’une petite rivière sur le versant Est de la montagne. Les premiers résultats sont décourageants, mais avant d’abandonner le lieu, ils décident de creuser un petit puits assez profond pour collecter l’eau nécessaire au lavage des graviers. Ils découvrent bientôt en creusant un matériau différent, qui lavé à la battée se révèle pour partie de l’or. Et en quantités suffisantes pour en tirer des centaines de dollars par jour.
Henry Comstock découvre par hasard la même journée la présence de ces deux mineurs sur cette zone qu’il s’est fait précédemment attribuer à des fins de « pâturage ». Voyant leur découverte d’or, il arrive à négocier un partenariat avec eux sur le produit minier de l’endroit, qui viendra à s’appeler ultérieurement Ophir Mine, et se révèlera une des plus riches de la zone.
Les environs étant tous réclamés par Comstock, comme l’apprennent les nouveaux prospecteurs qui arrivent bientôt, c’est ainsi que la mine prendra son nom définitif de Comstock Lode, même si Henry Comstock n’est en rien responsable d’aucune des découvertes.
Mais la zone n’est encore pour les prospecteurs qu’une mine d’or. L’argent n’a pas encore été découvert. De fait, associé à cet or, il y a une grande quantité d’un minerai bleu sombre, celui des frères Gorsh. Lourd et difficile à séparer de l'or, il les gène dans la récupération de l’or, il encombre leur battée, et ils ont beaucoup de mal à s'en débarrasser. Pendant plusieurs mois, les mineurs de la zone s’escriment à le jeter le plus loin possible d’eux.
C’est aux alentours du 1er juillet 1859, que l’acte de naissance du 1er et plus important gisement d’argent des États-Unis va être écrit. Auguste Harrison, un ranchman de la région visite la mine et prélève - presque par hasard - des échantillons du minerai bleu. Au village de Grass valley sur sa route de retour, l’échantillon est - presque par hasard - analysé par un chimiste. Il s’avère être du sulfure d’argent, à presque 80 % d’argent. Soit de l’argent presque pur, qui plus est associé à de l’or. La valeur de ce minerai dont les prospecteurs du Comstock Lode se débarrassent comme un déchet est de plusieurs milliers de dollars par tonne. En dépit d’une tentative de garder le secret, la nouvelle s’ébruite, d’abord à Grass Valley puis dans tout le comté. La ruée sur l’argent du Comstock Lode a commencé.

## Innovations minières et métallurgiques
L’exploitation du Comstock Lode amena  des innovations dans les techniques minières (étayages cubiques des galeries) et dans le traitement du minerai d’argent. L’antique procédé espagnol d’extraction de l’argent par amalgame de mercure, le Pan Process, était trop lent face aux très importants  volumes de minerai à traiter sur place, et du fait de leur haute teneur (minerai principalement constitué d’argentite, Ag2S, un sulfure d’argent  à 76,5 % d’argent ). Il dut être accéléré par l’ajout d’une agitation mécanique, ce qui donna le Washoe Process.

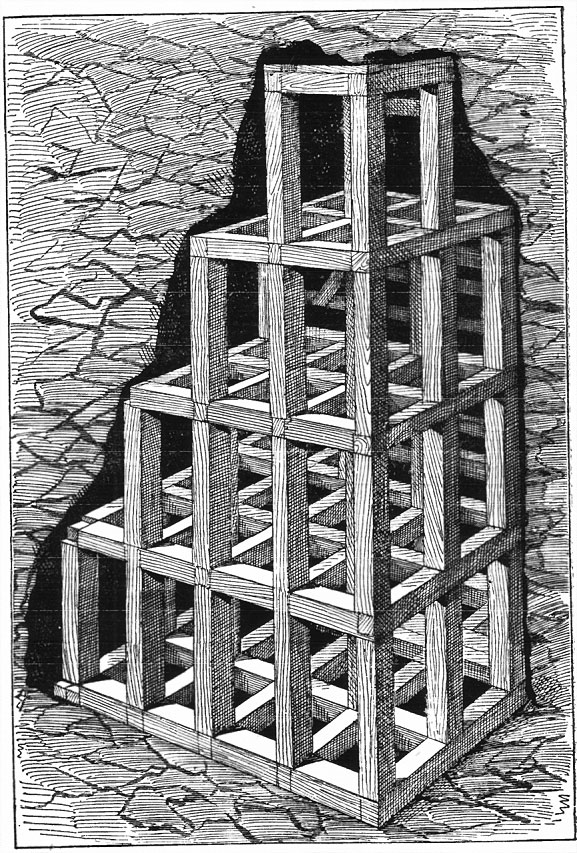
Square set timbering, inventé par l'Allemand Philip Deidesheimer.

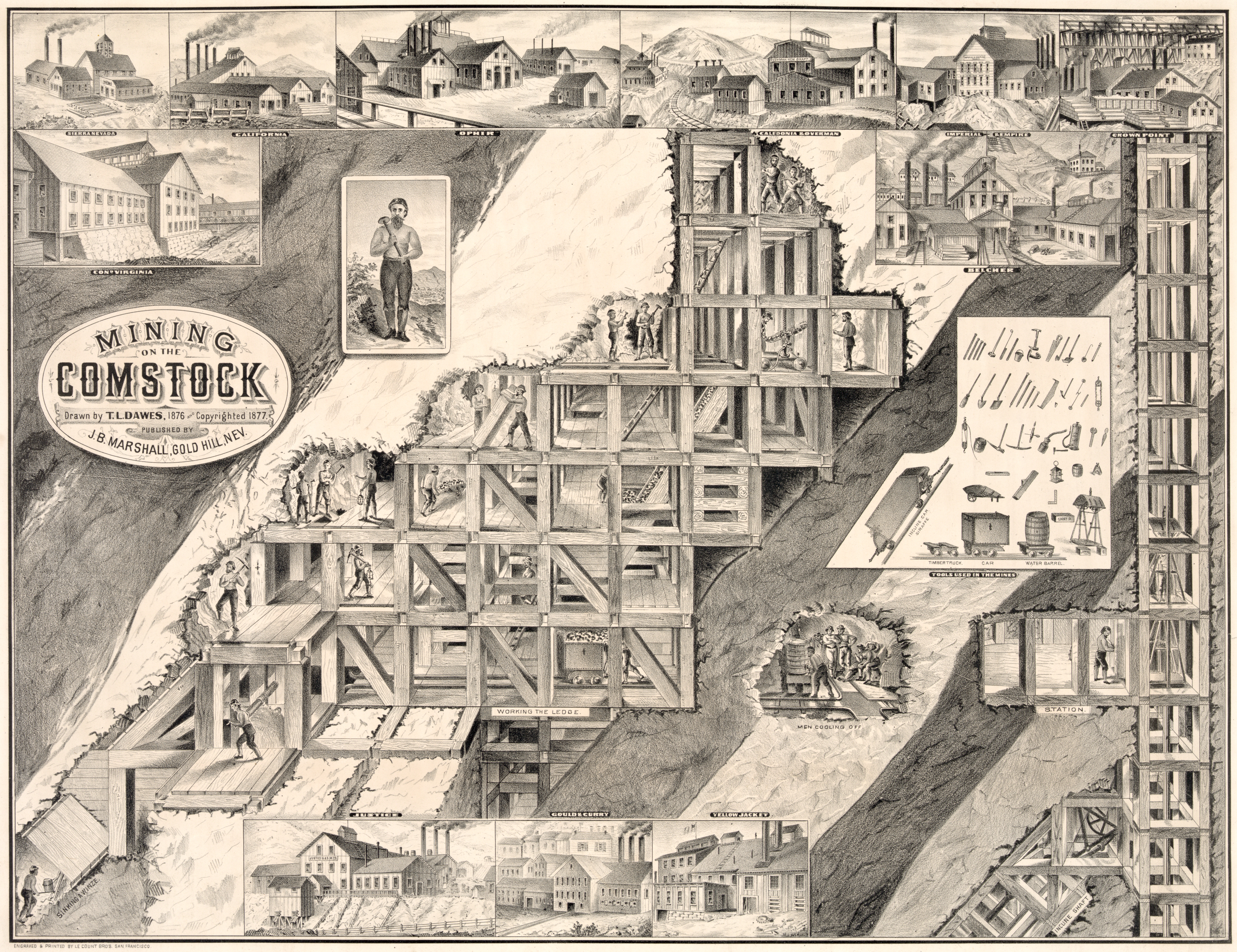
Le boisage complet, inventé pour l'Ophir Mine.

Dans les grands filons du Comstock Lode, comme celui d’Ophir Mine, le minerai d’argent avait une si faible cohésion qu’il pouvait être creusé simplement à la pelle, avec pour conséquence des éboulements fréquents. De plus, le creusement ne se développait pas en étroites galeries classiques, mais devait suivre le contour de volumineuses chambres. Pour s’adapter à ces conditions particulières, Philip Deidesheimer, un Allemand qui était l'intendant de la mine, inventa le boisage complet (Square set timbering), un coûteux système d’épaisses poutres d’1,5 m de longueur organisées en un réseau cubique, réseau qui pouvait alors être développé dans n’importe quelle direction. Ce boisage complet était installé dans l’ensemble du volume creusé et maintenait solidement les parois des excavations.

## Chronologie
- 1848 : ruée vers l'or en Californie
- 1849 : ruée vers l'or au Victoria, en Australie
- 1857 : Panique de 1857, qui fait monter la valeur des métaux précieux
- 1858 : ruée vers l'or du canyon du Fraser
- 1858 : ruée vers l'or de Pikes Peak
- 1859 : découverte du Comstock Lode
- 1859 : James C. Flood et William S. O'Brien vendent leur saloon pour investir
- 1860 : déceptions sur le Comstock Lode
- 1860 : l'Allemand Philip Deidesheimer invente un procédé pour exploiter en profondeur l'Ophir Mine
- 1860 : John Piper (entrepreneur)[2] ouvre son premier "Old corner bar", en bois, à l'intersection des rues B et. Il le rebâtira en briques après l'incendie de 1863 et ce saloon deviendra la devanture de son "Opera House", détruite par un autre incendie en 1875 et reconstruite en 1885[3].
- 1863 : hausse des actions du Comstock Lode
- 8 juillet 1864 : fondation de la Bank of California
- juillet 1866 : vote à Washington de la loi sur le Tunnel de Sutro
- septembre 1866 : Adolph Heinrich Joseph Sutro prétend faire de l'arrivée du Tunnel de Sutro, où il a acheté des terres, une nouvelle agglomération industrielle
- 1867 : rencontre entre James Graham Fair et John William Mackay
- 1867 : James Graham Fair viré de la "Hale and Norcross", embauché par John William Mackay
- 8 mai 1867 : le dossier des subventions pour la "Virginia and Truckee Railroad" déposé
- 15 janvier 1868 : William Sharon et huit directeurs de mines écrivent à Washington pour s'opposer au Tunnel de Sutro
- 5 avril 1868 : fondation de la Virginia and Truckee Railroad
- 1868 : fondation de la Consolidated Virginia mining company
- février 1868 : les actions de la "Hale and Norcross mine", montent à 7 100 dollars puis tombent à 41,5 dollars en septembre[4]
- janvier 1869 :  bataille boursière autour de la "Hale and Norcross", James Graham Fair et John William Mackay contre William Sharon et sa Bank of California
- avril 1869 : l'incendie du Yellow Jacket a causé 35 morts dans la "Crown Point Mine[5]". Les syndicats de mineurs obtiennent la hausse du salaire à 4 dollars la journée.
- juillet 1869 : manifestation antichinoise des ouvriers de la Virginia and Truckee Railroad
- 1869 : début de percement du Tunnel de Sutro
- 29 novembre 1869 : la construction de la Virginia and Truckee Railroad s'achève
- juillet 1870: l'action Consolidated Virginia mining company est tombée à seulement un dollar
- décembre 1870 : l'action "Crown Point Mine" passe de 3 à 16 dollars, ce sera 300 dollars en juin 1871 car les mineurs découvrent le début du Crown Point Bonanzza
- début 1871 : Alvinza Hayward commence à acheter des actions "Crown Point Mine"
- printemps 1871 : début de l'affaire de l'Emma Silver Mine, spéculation sur une mine d'argent de l'Utah auprès d'investisseurs anglais
- 7 juin 1871 : la Bank of California vend ses actions "Crown Point Mine" pour 1,4 million de dollars, à 341 dollars l'action à John P. Jones, soutenu par Alvinza Hayward. L'action cotait 300 dollars
- novembre 1871 : le président américain Ulysses S. Grant se fâche dans l'affaire de l'Emma Silver Mine
- décembre 1871 : Loi monétaire prussienne du 4 décembre 1871
- janvier 1872 : le Crown Point Bonanzza prenant de l'ampleur, toutes les actions s'envolent[6]. Le 5 mai, l'action "Crown Point Mine" dépasse 1 800 dollars[5] La capitalisation boursière des 150 mines cotées est passée de 17 à 81 millions de dollars entre janvier et mai
- printemps 1872 : l'action "Crown Point Mine" tombe à 150 dollars[7] mais le nombre d'actions a été multiplié par 8[8].
- printemps 1872 : James Graham Fair et John William Mackay montent au capital de la Consolidated Virginia mining company
- 24 août 1872 : achèvement d'une ligne ferroviaire de 47 kilomètres qui permet de relier la ville de Reno au réseau de la Central Pacific Railroad
- janvier 1873 : trois bandits de grands chemin découvrent le filon de Panamint City (Californie)
- 12 février 1873 : Coinage Act de 1873, appelé aussi "crime de 1873"
- mars 1873 : découverte du Big Bonanzza, toutes les actions s'envolent
- 6 juin 1873 : la Northern Pacific Railway atteint le Missouri à Bismarck (Dakota du Nord)
- 11 août 1873 : 2e attaque des Sioux contre l'Expédition de la rivière Yellowstone
- 18 septembre : la Northern Pacific Railway rate une émission obligataire
- 18 septembre : son principal créancier et actionnaire, Jay Cooke est en faillite
- 20 septembre : Wall Street ferme pour dix jours
- décembre 1873 : malgré le Krach, Panamint City (Californie) compte 9 sociétés, capitalisant 42 millions de dollars
- 30 juillet 1874 : l'Expédition des Black Hills trouve de l'or à Custer City
- 7 janvier 1875 : l'action Consolidated Virginia mining company atteint 710 dollars, capitalisation boursière de 750 millions de dollars et production mensuelle de 1,5 million de dollars[9]
- 8 janvier 1875 : article du San Francisco Bulletin sur la dépréciation de plusieurs mines
- mi-février 1875 : l'action Ophir Mine est passée de 315 dollars à 65 dollars en un mois, sur des rumeurs contre le Big Bonanzza[10]
- printemps 1875 : stabilité des actions, la Consolidated Virginia mining company augmente son dividende mensuel de 3 à 10 dollars, soit un million de dollars et deux-tiers du chiffre d'affaires de janvier
- 26 juin 1875 : le Surprise Valley Mill and Water Company opère à Panamint City (Californie)
- 30 juin 1875 : la Northern Pacific Railwayde Jay Cooke dépose son bilan
- 16 et 17 juillet 1875: le directeur des monnaies H.A. Linderman et le professeur R.E. Rodgers, de l'Université de Pennsylvanie inspectent les mines du Big Bonanzza
- 26 juillet 1875 : Daniel P. Bell, fondateur du Surprise Valley Mill and Water Company se suicide à Salt Lake City, Utah, car il a le cancer
- 26 août 1875 : un incendie fait 10 millions de dégâts sur le Comstock. Les 3 mines du Big Bonanzza, dont l'Ophir Mine, sont les plus touchées
- 26 août 1875 : la Bank of California ferme ses portes
- 27 août 1875 : son fondateur se suicide
- 27 août 1875 : publication de l'article du New York Tribune sur le Big Bonanzza (reportage les 16 et 17 juillet)
- 2 octobre 1875 : la Bank of California rouvre ses portes après six semaines de fermeture
- 4 octobre 1875 : la Banque du Nevada ouvre ses portes
- 1876 : pic de production du Comstock Lode à 40 millions de dollars
- avril 1876 : deux Québécois découvrent la mine d'or de Homestake dans les Black Hills
- 6 avril 1876 : auditions publiques de l'affaire de l'Emma Silver Mine[11]
- printemps 1876 : Bataille de Little Big Horn dans les Black Hills
- 17 mai 1876 : suicide de William Workman (banquier) de la Banque Workman et Temple, qui avait financé Panamint City (Californie)
- 1876 : les frères Walker envoient Marcus Daly, un ancien du Comstock Lode, enquêter sur une mine d'argent à Butte (Montana), appelée "Alice".
- 1878 : fin de la construction du tunnel du Comstock Lode, le Tunnel de Sutro
- 1878 : vote du Bland-Allison Act qui allège le Coinage Act de 1873
- 1882 : Marcus Daly, découvre l'énorme gisement d'Anaconda Copper à Butte (Montana)
- 1887 :  la fortune de la Banque du Nevada partiellement dilapidée dans la tentative ratée de corner sur le blé américain de 1887[9] lancée par Dresbach and Rosenfeld[12], pendant que James C. Flood était malade[13].